# Antonio López Alfaro
Antonio López Alfaro (Iniesta, 20 maggio 1965) è un ex calciatore spagnolo, di ruolo attaccante.

## Carriera
La sua carriera è legata indissolubilmente con l'Albacete di cui è il marcatore più prolifico nella storia del club con 84 reti. È stato parte integrante del gruppo che riuscì a raggiungere la doppia promozione dalla Segunda División B alla Primera División. Prima di lasciare il calcio giocato ha militato per due stagioni con l'Extremadura, contribuendo alla promozione in Liga.

## Palmarès

### Competizioni nazionali
- Coppa della Liga di Segunda División B: 2

Albacete: 1982-1983, 1984-1985
- Segunda División B: 1

Albacete: 1989-1990
- Segunda División (Spagna): 1

Albacete: 1990-1991